# Mercedes-AMG

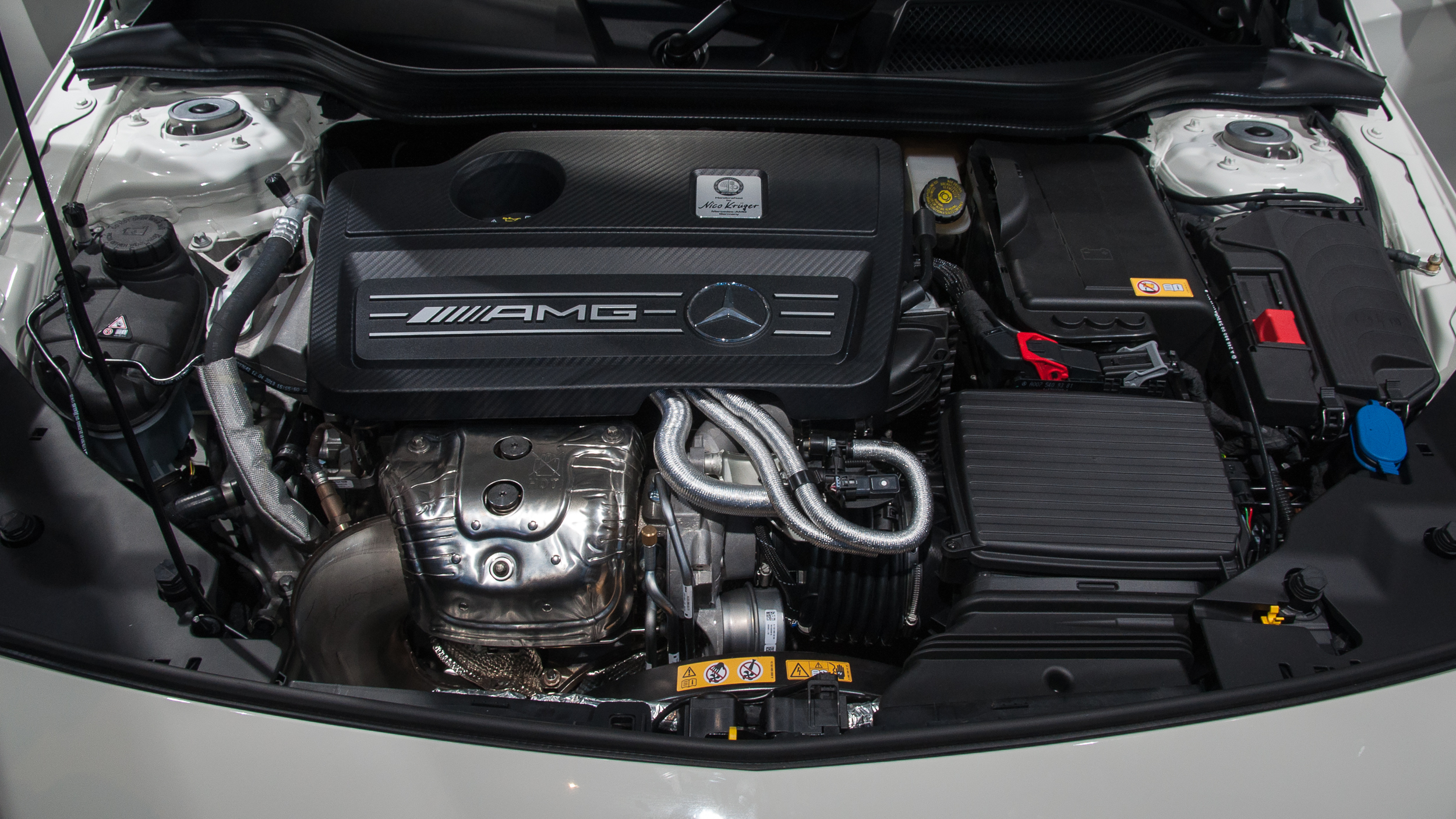
En Mercedes-Benz M133-motor som utvecklades av Mercedes-AMG.

Mercedes-AMG GmbH, vanligen endast AMG, är ett tyskt dotterbolag till Mercedes-Benz som utvecklar och bygger högprestandamotorer och högprestandamodeller baserade på Mercedes-Benz egna modeller. Mercedes-AMG är en officiell högprestandatillverkare åt Mercedes-Benz och ägs sedan 1999 av Daimler AG, till skillnad mot andra specialtillverkare som Brabus, Carlsson och Koenig Specials, som alla är fristående.
Användningen av Mercedes-AMG:s produkter är utbrett även bland andra fordonstillverkares egna bilmodeller, till exempel i superbilar som Pagani Zonda och Pagani Huayra.

## Historia
AMG grundades 1967 som AMG Motorenbau und Entwicklungsgesellschaft mbH i Burgstetten utanför Stuttgart av ingenjörerna Hans Werner Aufrecht och Erhard Melcher, som tidigare arbetat vid Mercedes-Benz.
Namnet AMG står för den första bokstaven i grundarnas efternamn, Hans Werner Aufrecht och Erhard Melcher, samt för Aufrechts födelseort Großaspach. 1976 flyttade företaget till den närbelägna orten Affalterbach där företagets huvudkontor fortfarande finns idag. Samma år drog sig Erhard Melcher ur från företaget men fortsatte arbeta vid den gamla fabriken i Burgstetten och bildade ett eget företag som levererade motordelar till AMG, till exempel till bilar som tävlade i formel 3.
1990 utökade Mercedes-Benz sitt samarbete med AMG, och AMG:s produkter började säljas genom Mercedes-Benzs återförsäljarnät. 1999 köpte DaimlerChrysler AG (nuvarande Daimler AG) 51% av aktierna i AMG, och samtidigt döptes företaget om till Mercedes-AMG. 2005 sålde Hans Werner Aufrecht sina resterade aktier i Mercedes-AMG och Daimler AG fick fullt ägarskap i företaget.